# Єнджейовський повіт
Єнджейовський повіт (пол. powiat jędrzejowski) — один з 13 земських повітів Свентокшиського воєводства Польщі.
Утворений 1 січня 1999 року в результаті адміністративної реформи.

## Загальні дані
Повіт знаходиться у західній частині воєводства.
Адміністративний центр — місто Єнджеюв.
Станом на 1.01.2008 населення становить 89 065 осіб, площа 1256,95 км².

## Демографія
Демографічні дані повіту станом на 30.06.2006:
|       | Всього | Всього | Жінки  | Жінки | Чоловіки | Чоловіки |
| ----- | ------ | ------ | ------ | ----- | -------- | -------- |
|       | осіб   | %      | осіб   | %     | осіб     | %        |
| Повіт | 89 304 | 100    | 45 050 | 50,4  | 44 254   | 49,6     |
| Міста | 27 333 | 100    | 14 033 | 51,3  | 13 300   | 48,7     |
| Села  | 61 971 | 100    | 31 017 | 50,1  | 30 954   | 49,9     |